# بارت جونسون (لاعب كرة قاعدة)
بارت جونسون (بالإنجليزية: Bart Johnson)‏ هو لاعب كرة قاعدة أمريكي، ولد في 3 يناير 1950 في توررانسي في الولايات المتحدة.

## وصلات خارجية
- بارت جونسون على موقع دوري كرة القاعدة الرئيسي (الإنجليزية)
- بارت جونسون على موقعبيزبول رفرنس.كوم (الدوري الرئيسي) (الإنجليزية)
- بارت جونسون على موقعبيزبول رفرنس.كوم (الدوري الثانوي) (الإنجليزية)